# Tierra de Marie Byrd

Ubicación de la Tierra de Marie Byrd en la Antártida.

La Tierra de Marie Byrd (80°00′S 120°00′O / -80.000, -120.000) (en inglés: Marie Byrd Land) es una región de la Antártida Occidental
situada al este de la barrera de hielo de Ross y del mar de Ross y al sur del océano Pacífico. Se extiende hacia el este aproximadamente hasta una línea entre la cabecera de la barrera de hielo de Ross y la costa Eights entre los 158°O y los 103°24'O. Su límite sur son las montañas Transantárticas.
La inclusión de la zona situada entre la meseta de Rockefeller y la costa Eights se basa en el papel de liderazgo del contralmirante de la Armada de Estados Unidos, Richard E. Byrd, en la exploración de esta área. El nombre, otorgado por el almirante Byrd en 1929 en homenaje a su esposa, fue aplicado originalmente a la parte noroeste de la zona, que fue explorada en ese año.

## Terra nullius
Debido a su lejanía, incluso para los estándares de la Antártida, la mayor parte de Tierra de Marie Byrd (la parte al este de los 150° O) no ha sido reclamada por ninguna nación soberana. Es el mayor territorio terrestre no reclamado en la Tierra (terra nullius), con una superficie de 1 610 000 km² (incluidos la costa Eights, justo al este de Tierra de Marie Byrd). El 21 de diciembre de 1929 un grupo exploratorio estadounidense liderado por Laurence M. Gould tomó posesión de la Tierra de Marie Byrd en nombre de Estados Unidos en un punto a los 85° 25' 17'' y 147° 55 O. Gould plantó una pequeña bandera estadounidense y leyó:

This note indicates the farthest east point reached by the Geological Party of the Byrd Antarctic Expedition. We are beyond the 150th Meridian, and therefore in the name of Commander Richard Evelyn Byrd claim this as part of Marie Byrd Land, a dependency or possession of the United States.
Esta nota indica el punto más oriental alcanzado por el grupo geológico de la Expedición Antártica Byrd. Estamos más allá del meridiano 150, y por lo tanto en nombre del comandante Richard Evelyn Byrd reclama esto como parte de la Tierra de Marie Byrd, una dependencia o posesión de los Estados Unidos.

Sin embargo, el Gobierno de Estados Unidos no confirmó la reclamación. En 1939 el presidente de los Estados Unidos Franklin D. Roosevelt ordenó a los miembros de la expedición a la Antártida tomar medidas para reclamar parte de la Antártida como territorio. Aunque esto parece haber sido hecho por los miembros de esta y otras expediciones posteriores, estas reclamaciones no parecen haber sido formalizadas con anterioridad a 1959, cuando se creó el Sistema del Tratado Antártico. Algunas publicaciones en los Estados Unidos han mostrado esta región como un territorio de su país en el período intermedio, y el Departamento de Defensa de Estados Unidos ha declarado que tienen una base sólida para una reclamación en la Antártida como consecuencia de sus actividades anteriores a 1959. La parte al oeste de los 150°O forma parte de la Dependencia Ross, reclamada por Nueva Zelanda.

## Geografía
Se distinguen cinco zonas costeras, que se enumeran de oeste a este: 
| N.º | Sector               | Borde occidental | Borde oriental |
| --- | -------------------- | ---------------- | -------------- |
| 1   | Costa Saunders       | 158°00'O         | 146°31'O       |
| 2   | Costa Ruppert        | 146°31'O         | 136°50'O       |
| 3   | Costa Hobbs          | 136°50'O         | 127°35'O       |
| 4   | Costa Bakutis        | 127°35'O         | 114°12'O       |
| 5   | Costa Walgreen       | 114°12'O         | 103°24'O       |
|     | Tierra de Marie Byrd | 158°00'O         | 103°24'O       |

Hay 23 volcanes principales en el área, dos de los cuales son el monte Murphy y el monte Takahe. El monte Sidley con 4181 m s. n. m. es la elevación más alta de la Tierra de Marie Byrd.

## Exploración
La Tierra de Marie Byrd fue explorada por primera vez desde el oeste, desde donde se podía acceder desde el mar de Ross. La lejana costa occidental de 
Tierra de Marie Byrd fue vista desde las cubiertas del barco RRS Discovery de Robert Falcon Scott en 1902. Scott dio nombre a la península adyacente al mar de Ross como King Edward VII Land (península de Eduardo VII), y a los afloramientos dispersos que estaban a la vista, como montañas Alexandra. En 1911, durante la expedición al polo sur de Roald Amundsen, Kristian Prestrud dirigió un equipo en trineo que visitó estos afloramientos aislados (nunataks) en la región que bordea el mar de Ross y la barrera de hielo de Ross. Al mismo tiempo, la primera expedición antártica japonesa dirigida por Nobu Shirase desembarcó un equipo en tierra de la península.

## Ocupación

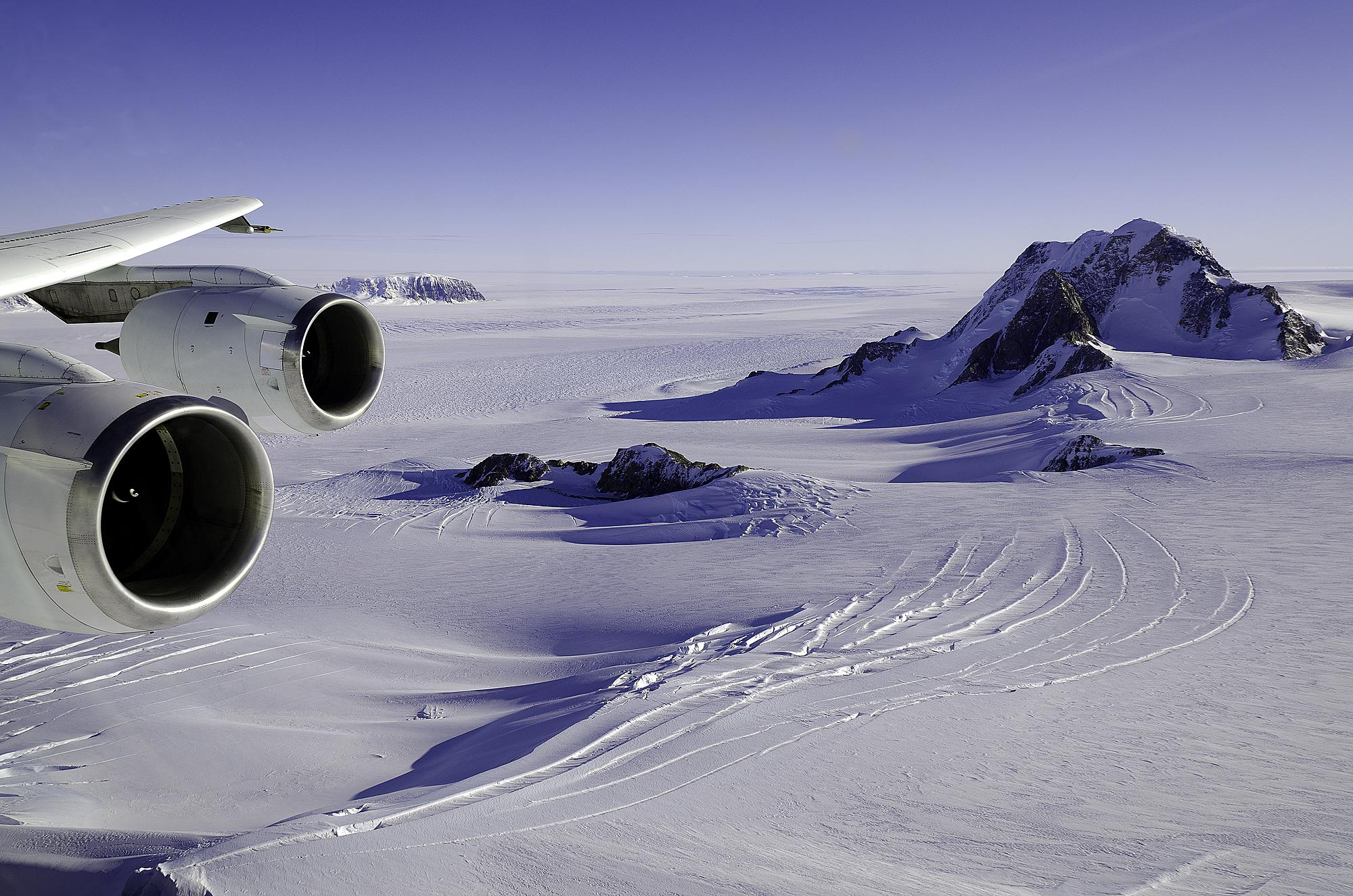
Tierra de Marie Byrd

La Tierra de Marie Byrd albergó la base de la Operación Deep Freeze, la Base Byrd (NBY), comenzando en 1957, en el interior de la costa Bakutis. La Estación Byrd fue la única estación principal en el interior de la Antártida Occidental. En 1968 fue perforado allí el primer núcleo de hielo que penetró completamente la capa de hielo de la Antártida. La estación fue abandonada en 1972, aunque desde hace muchos años es un campamento temporal en verano, el Campamento de superficie Byrd (Byrd Surface Camp) (80°01′00″S 119°32′00″O / -80.01667, -119.53333), abierto por el Programa Antártico de Estados Unidos (United States Antarctic Program, USAP) para apoyar operaciones en el norte de la Antártida Occidental. 
En 1998-1999 fue operado un campamento en las cordilleras de Ford (FRD) en el oeste de la Tierra de Marie Byrd, prestando apoyo a una parte de una campaña aérea de la USAP iniciada por la UCSB y operada por el Instituto de Geofísica de la Universidad de Texas.[cita requerida]
En 2004-2005 fue establecido un gran campamento, Thwaites (THW) en el marco del USAP, 150 km al norte de NBY, a fin de apoyar un gran levantamiento geofísico aéreo del este de Tierra de Marie Byrd por el Instituto de Geofísica de la Universidad de Texas.[cita requerida]
En 2006 se estableció un campamento principal, el Campamento WAIS Divide (WAIS Divide Camp) (79°41′30″S 112°05′00″E / -79.69167, 112.08333) con capacidad para 55 personas, sobre la división entre la bahía del mar de Ross y la de mar de Amundsen, en la parte más oriental de Tierra de Marie Byrd, con el fin de perforar un núcleo de hielo en los siguientes tres años.
En la costa Ruppert de la Tierra de Marie Byrd está la estación rusa Rúskaya, que fue ocupada temporalmente y también se utiliza como una estación de verano.